# 中美續議通商行船條約
《中美續議通商行船條約》（英語：Amendments to the Treaties of Commerce and Navigation between China and the United States）是清朝與美國於1903年10月8日所簽訂的條約。該條約起源於1902年的《辛丑條約》，當時清朝和英國根據該條約第11款的規定，在上海與英國簽訂《中英續議通商行船條約》，隨後《辛丑條約》各方列強紛紛與清朝簽訂類似的續議通商行船條約，該條約就是其中一項。
1946年12月2日，中華民國政府與美國簽訂《中美友好通商航海條約》，並於1948年11月30日生效，本條約也因此被取代。